# Makwan Amirkhani
Makwan Amirkhani (født 8. november 1988) er en finsk MMA-udøver, der konkurrerer i Featherweight-divisionen i Ultimate Fighting Championship. Amirkhani er måske bedst kendt for sin 1. omgangs otte-sekunders knockout mod Andy Ogle, som er en af de hurtigste knockouts i UFC historie.

## Baggrund
Amirkhani blev født i Kermanshah i Iran og flyttede med sin familie til Finland som et lille barn i kølvandet på Iran-Irak-krigen. Som mange andre unge børn i Iran kommer han fra en amatørbrydningsbaggrund, som han har trænet siden han var fire år gammel, og vandt adskillige titler i både stilene i grærsk-romersk brydning og fristilsbrydning. Makwan har arbejdet som model og kom på næstsidstepladsen i 2012, i Mr. Finland's skønhedskonkurrence, som hans kaldenavn refererer til. Efter at have fundet succes i sin MMA karriere, har han også været set i flere reality tv-programmer i sit hjemland Finland og har udgivet en selvbiografi i 2017.

### Kurdisk afstamning
På trods af sin opvækst i Finland er Amirkhani stadig stolt af sin kurdiske afstamning . Ved indgangen til sin kamp i juni 2015 holdt han et kurdistan-flag højt da han trådte op på vægten. Han støtter også ofte Peshmerga på sine sociale medier. Han holder også det kurdiske flag under sine indvejninger i UFC. Makwan er stolt af hvor han er fra en og en stor del af hans fanbase er kurdere.

## MMA-karriere
Amirkhani begyndte at træne i MMA i en alder af 16 år og havde sin første professionelle kamp i 2010. Han konkurrerede ulukkende på lokale events i Finland og opbyggede en rekordliste på 10-2, med otte tidlige afgørelser, alle via submission og alle i 1. omgang før han skrev kontrakt med UFC i december 2014.

### Ultimate Fighting Championship
Amirkhani fik sin UFC-debut mod Andy Ogle den 24. januar 2015 ved UFC på Fox 14. Han vandt kampen via TKO kun 8 sekunder inde i første omgang. Han blev ligeledes tildelt Performance of the Night bonusprisen.
Amirkhani var kort forbundet med en kamp mod Diego Rivas den 20. juni 2015 på UFC Fight Night 69. Imidlertid blev, der kort efter kampen meddelt, at Rivas blev trukket fra kampen på grund af uafklarede årsager og erstattet af Masio Fullen. Amirkhani vandt kampen via submission ved rear naked choke i første omgang.
Amirkhani mødte Mike Wilkinson den 27. februar 2016 på UFC Fight Night 84. Han vandt kampen via enstemmig afgørelse.
Amirkhani mødte Arnold Allen den 18. marts 2017 på UFC Fight Night 107. Han tabte kampen via delt afgørelse.
Amirkhani mødte Jason Knight den 27. maj 2018 på UFC Fight Night 130 Amirkhani vandt en lige kamp via delt afgørelse, efter at være blevet banket slået ned 2 gange med uppercuts.
Amirkhani mødte Chris Fishgold på UFC Fight Night: Gustafsson vs Smith den 1. juni 2019. Han vandt kampen via anaconda choke submission i 2. omgang. Sejren tildelte ligeledes Amirkhani sin anden Perfomance of the Night-bonus.

## Privatliv
Amirkhani er en af syv børn; hans bror og far døde begge i bilulykker, da familien flyttede til Finland.

## Amatørboksning
Makwan Amirkhani har kæmpet fem gange i amatø boksning. Han ville have haft sin femte kamp i december 2018 i Somero i stedet for januar 2019, hvis han ikke ville have nægtet en ny erstatnings-modstander, der var en erfaren og tungere bokser.

## Mesterskaber og præstationer

### Blandet kampsport
- Ultimate Fighting Championship
  - Performance of the Night (2 gange) vs. Andy Ogle og Chris Fishgold[25][26]

- Nordic MMA Awards - MMAviking.com
  - 2012 Showman of the Year[27]
  - 2015 Knockout of the Year vs. Andy Ogle den 24. januar[28]
  - 2015 Fighter of the Year[29]